# Oneonta, Alabama
Oneonta är en stad (city) i Blount County, i delstaten Alabama, USA. Enligt United States Census Bureau har staden en folkmängd på 6 606 invånare (2011) och en landarea på 39,3 km². Oneonta är administrativ huvudort (county seat) i Blount County.